# 杨春光 (1961年)
杨春光（1961年3月—），男，安徽阜阳人，中华人民共和国政治人物。

## 生平
1982年11月加入中国共产党，1978年11月参加工作。1978年11月自中国民用航空飞行专科学校飞机驾驶专业毕业，中央党校大学学历。曾任民航北京管理局油料处化验员、团支部书记（1983年3月到1985年3月为民航管理干部学院党政干部专业学员），中国民航局政治部干部、副科级干事，中共中央组织部干部调配局副科级干事、正科级干事，中共中央组织部党政外事干部局正科级干事（其间1989年8月到1992年6月在中央党校函授学院经济管理专业学习）、副处长（其间1996年12月到1998年11月在中国社会科学院研究生院投资管理专业研究生课程班学习）、正处级调研员，中共中央组织部干部三局处长、副局级调研员、副巡视员、副局长（其间2013年5月到2014年2月任中央党的群众路线教育实践活动领导小组办公室联络二组组长），中共中央组织部干部监督局巡视员兼部巡视工作联络办公室主任、中央巡视工作领导小组办公室副主任。2016年10月任国家公务员局党组成员、副局长。2018年4月任国家邮政局副局长。
2021年4月，不再担任国家邮政局副局长职务。